# Cibulák

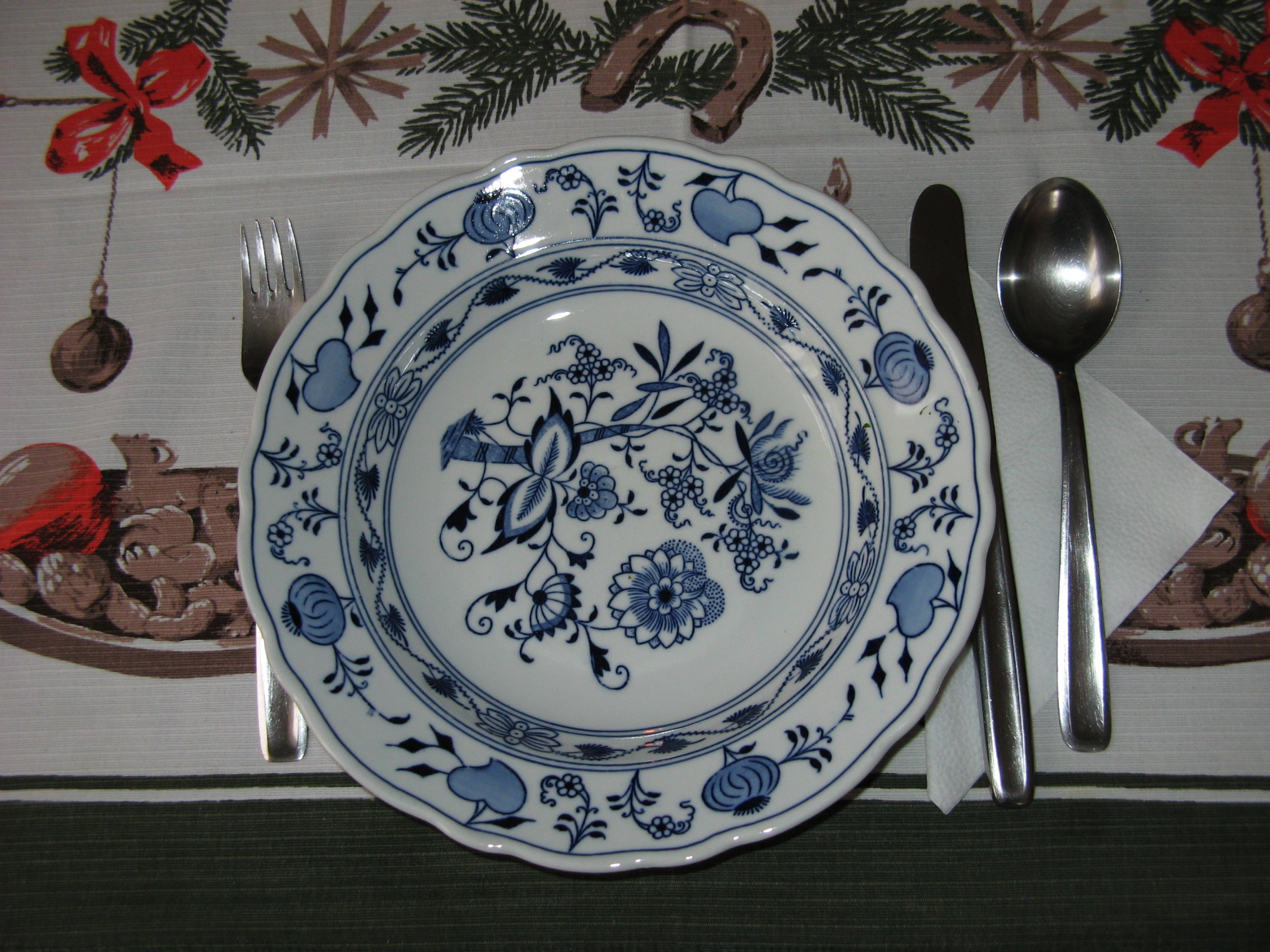
Porcelánový talíř s cibulovým vzorem.

Cibulák je souhrnný název pro porcelán ozdobený tzv. cibulovým vzorem.

## Původ
Námět cibulového dekoru byl přejat v Míšni mezi lety 1738–1739 z původních čínských předloh. Byla využita technologie ruční malby podglazurní modří. Ústředním motivem se stal květ astry na stonku s poupětem a pivoňky vinoucí se kolem bambusové tyče. U okrajů nádob se užívá kompozice z broskví a granátových jablek. Jejich způsob stylizace Evropanům připomínal cibuli. Zde se objevilo označení cibulák.
Rokoková ornamentika cibuláku se připisuje malíři porcelánu J. D. Kretschmarovi. Tento malíř působil v míšenské manufaktuře v letech 1726-1752. Původně byly všechny plody umístěné na praporu či okrajovém pásu otočeny směrem dovnitř nádoby. Tento způsob malby však byl později změněn a plody se tedy střídavě obracejí ven a zpět. Cibulový vzor je výlučný a originální pro svou barevnou jednoduchost. Zároveň je však bohatě tvarově modelován a díky rozmanitosti sortimentu jeden prvek vyzdvihuje druhý. Cibulák je oblíbený, protože působí harmonicky a navozuje atmosféru pohody.

## Výroba
V Čechách se s výrobou cibuláku začalo v roce 1885 v porcelánce v Dubí. Cibulový porcelán byl odspodu výrobku označen - signován „Meissen“ v oválu s hvězdičkou umístěnou v kontuře pod ním. Majitel porcelánky zavedl nový technologický postup dekorace. Namísto ruční malby byla podglazurová výzdoba cibulového vzoru prováděna za použití ocelotiskových desek. Pouze drobnosti byly ručně doplňovány.
V roce 1895 byla prosperující porcelánka prodána podnikateli Bernardu Blochovi z Teplicka. Bloch porcelánku rozšířil a kromě výroby porcelánu zavedl i výrobu módního siderolitového zboží, obkladaček a kachlových kamen.
Období první světové války citelně zasáhlo výrobu, klesl odbyt a zaměstnanci byli propouštěni. K rozkvětu závodu, přílivu nových specialistů a konjunktuře došlo až po roce 1925. Světová hospodářská krize 30. let 20. století ovšem tuto manufakturu nepříznivě zasáhla, takže došlo opět ke snížení počtu zakázek a propouštění zaměstnanců. V roce 1938 byl Bernard Bloch odvlečen do nacistického koncentračního tábora a výroba porcelánky vyrábějící cibuláky postupně klesala. V roce 1944 došlo pak k jejímu úplnému zastavení. K obnově došlo až po skončení druhé světové války pod vedením J. Šimka. V roce 1955 nastává nová etapa v produkci zboží s cibulovým vzorem. Porcelánka totiž začíná spolupracovat s vídeňskou firmou Thun-Hohenstein. Výroba je však ohrožena možnou těžbou uhlí v oblasti porcelánky. Poté, když v 60. letech 20. století i toto ohrožení výroby pominulo, nastalo rozšíření výroby cibuláků.